# Kamenka (Katoun)
Pour les articles homonymes, voir Kamenka (homonymie).
La Kamenka (en russe : Каменка) est une rivière de Russie qui coule dans le kraï de l'Altaï, en Sibérie occidentale. C'est un affluent de la Katoun en rive gauche, donc un sous-affluent de l'Ob.

## Géographie
La Kamenka prend naissance dans la région du piémont nord-ouest de l'Altaï. Elle se dirige globalement vers le nord durant la plus grande partie de son parcours, Une quarantaine de kilomètres avant sa confluence, elle effectue une large boucle qui lui fait prendre la direction du nord-ouest. Finalement elle se jette dans la Katoun, à moins de dix kilomètres en amont du confluent de cette dernière avec la Biia. 

## Hydrométrie - Les débits mensuels à Sovietskoïe
Le débit de la Kamenka a été observé pendant 38 ans (période 1960-2000) à Sovietskoïe, station hydrométrique située à 43 kilomètres en amont de son point de confluence avec la Katoun, et à une altitude de 191 mètres. 
Le débit inter annuel moyen ou module observé à Sovietskoïe sur cette période était de 10,4 m3/s pour une surface prise en compte de quelque 1 730 km2, soit plus de 90 % du bassin versant total de la rivière qui en compte 1 900.
La lame d'eau écoulée dans le bassin versant atteint ainsi le chiffre de 190 millimètres par an, ce qui peut être considéré comme assez élevé, du moins dans le contexte du bassin de l'Ob. 
La Kamenka présente des fluctuations saisonnières de débit assez élevées, moins cependant que ce que l'on constate généralement en Sibérie. Les hautes eaux se déroulent au printemps, en avril et en mai. Au mois de juin, le débit diminue fortement puis se stabilise dès juillet jusqu'à la fin de l'automne. En novembre une nouvelle baisse de débit se produit, ce qui mène aux basses eaux d'hiver qui ont lieu de décembre à mars, avec un débit mensuel moyen baissant jusqu'au niveau de 3,68 m³ au mois de février (minimum d'étiage). 
Le débit moyen mensuel observé en février constitue plus ou moins 10 % du débit moyen du mois d'avril, maximum de l'année (37,0 m3/s), ce qui souligne l'amplitude assez modérée pour la Sibérie des variations saisonnières. Ces écarts peuvent cependant être plus importants selon les années. Sur la durée d'observation de 38 ans, le débit mensuel minimal a été de 2,21 m3/s en décembre 1986, tandis que le débit mensuel maximal s'élevait à 72,2 m3/s en avril 1969.
En ce qui concerne la période libre de glaces (de mai à octobre inclus), le débit mensuel minimum observé a été de 3,78 m3/s en août 1964, ce qui restait satisfaisant comparé au débit moyen.